# Kermystheus ociosa
Kermystheus ociosa är en kräftdjursart som beskrevs av J. L. Barnard 1962. Kermystheus ociosa ingår i släktet Kermystheus och familjen Isaeidae. Inga underarter finns listade i Catalogue of Life.